# Maculopathie

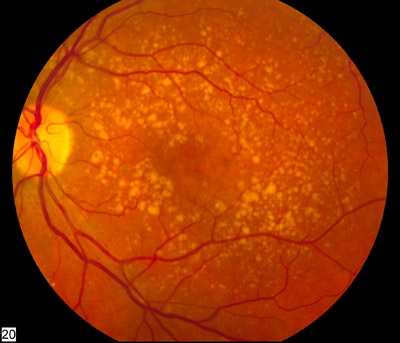
Photo du fond d'œil montrant une dégénérescence maculaire liée à l'âge.

Une maculopathie est une pathologie oculaire caractérisée par une atteinte de la macula.
La maculopathie œdémateuse est liée à l'accumulation de sang  et de liquide dans la zone de la macula, ce qui finit par brouiller la vue.